# ФАП 1314
ФАП 1314, у почетку означаван као ФАП 13, је теретни камион са две осовине произвођен у Фабрици аутомобила Прибој од 1962. године двадесетог века па све до 2003. године када је произведен последњи примерак 1414. Најпрепознатљивији и најмасовнији је модел ФАП-а.

## Опис и намена
ФАП 1314 је теренски камион, заснован на моделима швајцарско-аустријске компаније „Saurer Werke”, намењен превозу терета и вучу прикључних возила. Возило је осмишљено и развијено на основу постојећих модела „Саурер-а”, камионима 4Г и 6Г који су се производили у ФАП-у од 1953. године, по њиховој лиценци. ФАП 1314 је теретно возило носивости 13 тона бруто масе, са шестоцилиндричним „ФАМОС”, водом хлађеним дизел моторима снаге 130 и 145 коњских снага.

## Производња
Серијска производња је започета 1962. године под ознаком ФАП 13, а почетком сарадње ФАП-а са Мерцедес-Бенцом ознаке камиона постају четвороцифрене, те је модел означен каталошки као ФАП 1313, мада је та ознака убрзо потиснута са производњом побољшане верзије ФАП 1314 са јачим ФФ ФАМОС-овим мотором уместо претходног Ф мотора. Серијска производња трајала је све до 1995. године. За више од 40 година производње, овај камион је постао заштитни знак фабрике, као возило невероватне издржљивости, велике проходности и са ниским процентом кварова.

## Намена и варијанте
Основни модели камиона били су кипер и сандучар, а такође су се производили у верзијама са најразличитијим надградњама: ватрогасно, комунално, шумско возило, цистерне, возила за превоз стоке и различити специјализовани кранови. Производио се и у верзији са погоном на сва 4 точка, популарно назван „Алерад” (eng. All Roads), и највећу примену имао је у Југословенској народној армији. У ЈНА је ФАП 1314 поред стандардног транспортног сандучара и кипера коришћен још и са надградњама: цистерне за гориво, цистерне за воду, ватрогасног возила, покретне радионице, аутодизалице итд. Иако се нe производи више од 20 година и даље је незаобилазно возило на шумским путевима бивше Југославије.
У почетку производње овај модел је означаван двоцифрено као ФАП 13, али је почетком седамдесетих са каснијим увођењем четвороцифрене ознаке која је поред броја 13 који означава укупну масу основног аутомобила у тонама додата и цифра 13 која означава снагу мотора у десетинама коњских снага (130 коњских снага ФАМОС-овог мотора), те возило од тад каталошки означивано као ФАП 1313. У исто време јавља се и модел ФАП 1314 са јачим мотором који потискује ФАП 1313 из производње.
Ознака модела код ранијих камиона означаваних са ФАП 13 се налази на предњој решетки хаубе, док се код камиона означиваних са ФАП 1314 (и касније ФАП 1414) ознака налази на вратима испод прозора.
Поред основне верзије сандучара ФАП 13 са погоном 4 × 2, постојале су и следеће верзије:
- ФАП 13К — кипер (К) са погоном 4 × 2;
- ФАП 13Т — тегљач (Т) са погоном 4 × 2;
- ФАП 13ТK — тегљач (Т) кипер са погоном 4 × 2;
- ФАП 13С — теретни сандучар са погоном 4 × 4 светочкаш (С);
- ФАП 13СК — кипер светочкаш са погоном 4 × 4;
- ФАП 13СТ — тегљач светочкаш са погоном 4 × 4;
- ФАП 13С/АВ — теретни сандучар са погоном 4 × 4 и витлом (В).

Исте словне ознаке задржане су и са четвороцифреним системом означавања на моделима 1314 и 1414. Модели произвођени за војску су имали додатно слово А (ФАП 13СК/А, ФАП 13СТ/А, ФАП 13С/АВ).
Поред фабричких верзија сандучара, кипера и тегљача у верзијама са и без погона на све точкове, ФАП 13 је широку намену широм Југославије нашао и са различитим надоградњама шасије различите производње (Ватроспрем , ФАП Ливница , Горица и остали). Тако су и дан данас чести камиони ФАП 13 са специјалним надоградњама попут цистерни за горива или воду, ватрогасних и комуналних возила, кранова за извлачење дрва из шуме и остала.
У Југословенској народној армији поред светочкаша кипера, сандучара и тегљача коришћене су и верзије са посебним надоградњама на шасији:
- ФАП 1314С/АЦВ — цистерна за воду армијска са погоном 4 × 4;
- ФАП 1314С/АЦГ — цистерна за гориво армијска са погоном 4 × 4;
- ФАП 1314С/АР — покретна радионица армијска са погоном 4 × 4;
- ФАП 1314С/А-ЛД — покретна дизалица армијска са погоном 4 × 4.

### 1414, 1415
Године 1987.  камион је модернизован у верзију ФАП 1414. Добио је нови систем кочења, осовине, пнеуматику, синхрони мењач и мало повећање носивости. Све остале карактеристике су остале исте као на претходном моделу ФАП 1314. 

По завршетку серијске производње, поменути модел камиона производио се и у мањим серијама са „ИМР”, „Каминс” и „Штајерн” моторима што је делимично мењало карактеристике возила и бројевну ознаку.
Верзија са „Каминс” мотором носила је ознаку „ФАП 1415”. Последњи вансеријски примерак ФАП 1414 ЦВ произведен је 2003. године.

## Технички подаци
| Модел                                        | Модел                  | Модел                  | Модел                  | Модел                  | Модел                  | Модел                  | Модел                  | Модел                  | Модел                  | Модел                  | Модел                  | Модел                  | Модел                  |
| 1313                                         | 1313К                  | 1313Т                  | 1313ТК                 | 1313С                  | 1313СК                 | 1313СТ                 | 1314                   | 1314К                  | 1314Т                  | 1314ТК                 | 1314С                  | 1314СК                 | 1314СТ                 |
| МОТОР                                        | МОТОР                  | МОТОР                  | МОТОР                  | МОТОР                  | МОТОР                  | МОТОР                  | МОТОР                  | МОТОР                  | МОТОР                  | МОТОР                  | МОТОР                  | МОТОР                  | МОТОР                  |
| Ф                                            | Ф                      | Ф                      | Ф                      | Ф                      | Ф                      | Ф                      | ФФ                     | ФФ                     | ФФ                     | ФФ                     | ФФ                     | ФФ                     | ФФ                     |
| Снага мотора (КС)                            | Снага мотора (КС)      | Снага мотора (КС)      | Снага мотора (КС)      | Снага мотора (КС)      | Снага мотора (КС)      | Снага мотора (КС)      | Снага мотора (КС)      | Снага мотора (КС)      | Снага мотора (КС)      | Снага мотора (КС)      | Снага мотора (КС)      | Снага мотора (КС)      | Снага мотора (КС)      |
| 130                                          | 130                    | 130                    | 130                    | 130                    | 130                    | 130                    | 145                    | 145                    | 145                    | 145                    | 145                    | 145                    | 145                    |
| Број обртаја по минуту                       | Број обртаја по минуту | Број обртаја по минуту | Број обртаја по минуту | Број обртаја по минуту | Број обртаја по минуту | Број обртаја по минуту | Број обртаја по минуту | Број обртаја по минуту | Број обртаја по минуту | Број обртаја по минуту | Број обртаја по минуту | Број обртаја по минуту | Број обртаја по минуту |
| 2000                                         | 2000                   | 2000                   | 2000                   | 2000                   | 2000                   | 2000                   | 2200                   | 2200                   | 2200                   | 2200                   | 2200                   | 2200                   | 2200                   |
| ДИМЕНЗИЈЕ ВОЗИЛА (mm)                        | ДИМЕНЗИЈЕ ВОЗИЛА (mm)  | ДИМЕНЗИЈЕ ВОЗИЛА (mm)  | ДИМЕНЗИЈЕ ВОЗИЛА (mm)  | ДИМЕНЗИЈЕ ВОЗИЛА (mm)  | ДИМЕНЗИЈЕ ВОЗИЛА (mm)  | ДИМЕНЗИЈЕ ВОЗИЛА (mm)  | ДИМЕНЗИЈЕ ВОЗИЛА (mm)  | ДИМЕНЗИЈЕ ВОЗИЛА (mm)  | ДИМЕНЗИЈЕ ВОЗИЛА (mm)  | ДИМЕНЗИЈЕ ВОЗИЛА (mm)  | ДИМЕНЗИЈЕ ВОЗИЛА (mm)  | ДИМЕНЗИЈЕ ВОЗИЛА (mm)  | ДИМЕНЗИЈЕ ВОЗИЛА (mm)  |
| Размак осовина                               | Размак осовина         | Размак осовина         | Размак осовина         | Размак осовина         | Размак осовина         | Размак осовина         | Размак осовина         | Размак осовина         | Размак осовина         | Размак осовина         | Размак осовина         | Размак осовина         | Размак осовина         |
| -------------------------------------------- | ---------------------- | ---------------------- | ---------------------- | ---------------------- | ---------------------- | ---------------------- | ---------------------- | ---------------------- | ---------------------- | ---------------------- | ---------------------- | ---------------------- | ---------------------- |
| 4600                                         | 4600                   | 3750                   | 3700                   | 4600                   | 4600                   | 3750                   | 4600                   | 4600                   | 3750                   | 3700                   | 4600                   | 4600                   | 3750                   |
| Дужина                                       |                        |                        |                        |                        |                        |                        |                        |                        |                        |                        |                        |                        |                        |
| 7927                                         | 7382                   | 5842                   | 5942                   | 8026                   | 7382                   | 6160                   | 7927                   | 7382                   | 5842                   | 5942                   | 8026                   | 7382                   | 6160                   |
| Ширина                                       |                        |                        |                        |                        |                        |                        |                        |                        |                        |                        |                        |                        |                        |
| 2380                                         | 2380                   | 2380                   | 2380                   | 2380                   | 2380                   | 2380                   | 2380                   | 2380                   | 2380                   | 2380                   | 2380                   | 2380                   | 2380                   |
| Висина                                       |                        |                        |                        |                        |                        |                        |                        |                        |                        |                        |                        |                        |                        |
| 2530                                         | 2530                   | 2530                   | 2530                   | 2660                   | 2660                   | 2660                   | 2530                   | 2530                   | 2530                   | 2530                   | 2660                   | 2660                   | 2660                   |
| Предњи препуст                               |                        |                        |                        |                        |                        |                        |                        |                        |                        |                        |                        |                        |                        |
| 1192                                         | 1192                   | 1192                   | 1192                   | 1192                   | 1192                   | 1192                   | 1192                   | 1192                   | 1192                   | 1192                   | 1192                   | 1192                   | 1192                   |
| Задњи препуст                                |                        |                        |                        |                        |                        |                        |                        |                        |                        |                        |                        |                        |                        |
| 2085                                         | 1050                   | 900                    | 1050                   | 2085                   | 1490                   | 1200                   | 2085                   | 1050                   | 900                    | 1050                   | 2085                   | 1490                   | 1200                   |
| Размак предњих точкова                       |                        |                        |                        |                        |                        |                        |                        |                        |                        |                        |                        |                        |                        |
| 1900                                         | 1900                   | 1900                   | 1900                   | 1900                   | 1900                   | 1900                   | 1900                   | 1900                   | 1900                   | 1900                   | 1900                   | 1900                   | 1900                   |
| Размак задњих точкова                        |                        |                        |                        |                        |                        |                        |                        |                        |                        |                        |                        |                        |                        |
| 1720                                         | 1720                   | 1720                   | 1720                   | 1720                   | 1720                   | 1720                   | 1720                   | 1720                   | 1720                   | 1720                   | 1720                   | 1720                   | 1720                   |
| ДИМЕНЗИЈЕ ТОВАРНОГ САНДУКА (mm)              |                        |                        |                        |                        |                        |                        |                        |                        |                        |                        |                        |                        |                        |
| Дужина                                       |                        |                        |                        |                        |                        |                        |                        |                        |                        |                        |                        |                        |                        |
| 5000                                         | 3970                   |                        |                        | 5050                   | 3970                   |                        | 5000                   | 3970                   |                        |                        | 5050                   | 3970                   |                        |
| Ширина                                       |                        |                        |                        |                        |                        |                        |                        |                        |                        |                        |                        |                        |                        |
| 2200                                         | 2248                   |                        |                        | 2250                   | 2248                   |                        | 2200                   | 2248                   |                        |                        | 2250                   | 2248                   |                        |
| Висина                                       |                        |                        |                        |                        |                        |                        |                        |                        |                        |                        |                        |                        |                        |
| 500                                          | 450                    |                        |                        | 450                    | 450                    |                        | 500                    | 450                    |                        |                        | 450                    | 450                    |                        |
| Пречник окретања (m)                         |                        |                        |                        |                        |                        |                        |                        |                        |                        |                        |                        |                        |                        |
| 17,00                                        | 17,00                  | 15,00                  | 15,00                  | 15,00                  | 17,00                  | 15,00                  | 17,00                  | 17,00                  | 15,00                  | 15,00                  | 15,00                  | 17,00                  | 15,00                  |
| МАСА (kg)                                    |                        |                        |                        |                        |                        |                        |                        |                        |                        |                        |                        |                        |                        |
| Сопствена тежина                             |                        |                        |                        |                        |                        |                        |                        |                        |                        |                        |                        |                        |                        |
| 5700                                         | 6270                   | 4920                   | 5000                   | 5950                   | 6800                   | 6000                   | 5700                   | 6270                   | 4920                   | 5000                   | 5950                   | 6800                   | 6000                   |
| Корисна носивост                             |                        |                        |                        |                        |                        |                        |                        |                        |                        |                        |                        |                        |                        |
| 8000                                         | 7500                   |                        |                        | 8000                   | 7500                   |                        | 8000                   | 7500                   |                        |                        | 8000                   | 7500                   |                        |
| Корисна носивост                             |                        |                        |                        |                        |                        |                        |                        |                        |                        |                        |                        |                        |                        |
| 13700                                        | 13770                  |                        |                        | 13950                  | 14300                  |                        | 13700                  | 13770                  |                        |                        | 13950                  | 14300                  |                        |
| Дозвољени притисак на себе                   |                        |                        |                        |                        |                        |                        |                        |                        |                        |                        |                        |                        |                        |
|                                              |                        | 8500                   | 8500                   |                        |                        | 8500                   |                        |                        | 8500                   | 8500                   |                        |                        | 8500                   |
| Укупна тежина приколице                      |                        |                        |                        |                        |                        |                        |                        |                        |                        |                        |                        |                        |                        |
| 7900                                         | 7830                   |                        |                        | 7650                   | 7300                   |                        | 7900                   | 7830                   |                        |                        | 7650                   | 7300                   |                        |
| Укупна тежина вучног воза                    |                        |                        |                        |                        |                        |                        |                        |                        |                        |                        |                        |                        |                        |
| 21600                                        | 21600                  | 21600                  | 21600                  | 21600                  | 21600                  | 21600                  | 24200                  | 24200                  | 24200                  | 24200                  | 24200                  | 24200                  | 24200                  |
| ПОТРОШЊА ГОРИВА ОПТЕРЕЋЕНОГ ВОЗИЛА (l/100km) |                        |                        |                        |                        |                        |                        |                        |                        |                        |                        |                        |                        |                        |
| 18                                           |                        |                        |                        |                        |                        |                        |                        |                        |                        |                        |                        |                        |                        |
| МАКСИМАЛНА БРЗИНА ВОЗИЛА (km/h)              |                        |                        |                        |                        |                        |                        |                        |                        |                        |                        |                        |                        |                        |
| 62,10                                        | 62,10                  | 62,10                  | 62,10                  | 62,10                  | 62,10                  | 62,10                  | 68,30                  | 68,30                  | 68,30                  | 68,30                  | 68,30                  | 68,30                  | 68,30                  |

## Галерија
- Кипер ФАП 13К.
- Ватрогасна цистерна ФАП 13С Добровољног ватрогасног друштва Книћанин.
- ФАП 13С са посебном опремом за бушење.
- Ватрогасне лестве ФАП 13С Ватрогасно-спасилачке јединице МУП-а Србије у Шапцу.
- ФАП 1314 цистерна за воду.
- Кипер ФАП 1314К са дизалицом.
- Бивши ватрогасни камион ФАП 1314.
- Цистерна за фекалије ФАП 1314.
- Ватрогасни камион ФАП 1314С, Република Македонија.
- ФАП 1314 ватрогасни камион Добровољног ватрогасног друштва из Пераста, Црна Гора.
- Цистерна за гориво ФАП 1314.
- Цистерна за гориво ФАП 1314С/АЦГ, Војске Србије.
- Ватрогасна цистерна ФАП 1314С са погоном на сва четири точка ватрогасно-спасилачке јединице Сурчин МУПа Србије.